# NGC 2714
NGC 2714 is een elliptisch sterrenstelsel in het sterrenbeeld Kiel. Het hemelobject werd op 4 februari 1835 ontdekt door de Britse astronoom John Herschel.

## Synoniemen
- ESO 125-7
- PGC 24959